# Vincent Confait
Vincent Confait (* 28. Oktober 1959) ist ein ehemaliger seychellischer Sprinter. Er nahm an den Olympischen Sommerspielen 1980 in Moskau und 1984 in Los Angeles teil.

## Karriere
Confait trat in der 4 × 100-m-Staffel zusammen mit Marc Larose, Régis Tranquille und Casimir Pereira an, sowie in der 4 × 400-m-Staffel zusammen mit Larose, Tranquille, Pereira und Arthure Agathine. Die Teams schieden jeweils in den Vorläufen aus. Bei den Leichtathletik-Weltmeisterschaften 1983 in Helsinki trat Confait im 800-Meter-Lauf an.
1984 trat er im 400-Meter-Hürdenlauf an und im 400-Meter-Lauf an. Er schied in den Vorläufen aus.